# Hermann Schmitz (Kunsthistoriker)
Hermann Schmitz (* 2. Januar 1882 in Elberfeld; † 16. Januar 1946 in Dresden) war ein deutscher Kunsthistoriker.

## Leben
Hermann Schmitz war Westfale und Katholik. Seine Eltern waren der Rechtsanwalt Alfons Schmitz (* 22. November 1818 in Aachen; † 12. Oktober 1889 in Elberfeld) und seine Ehefrau Elisabeth, geb. Schlosser (* 19. November 1851 in Kirchhundem; † 29. Mai 1882 in Arnsberg). Nach dem Abitur am Realgymnasium in Elberfeld studierte er Kunstgeschichte in Marburg (1901), München (1901–02), Berlin 1902/03, Basel (1903/04) und Münster (1904–05), wo er 1905 bei Hermann Ehrenberg (1858–1920)  promoviert wurde. Am 1. April 1904 begann er seine Laufbahn als wissenschaftlicher Hilfsarbeiter an der Kunstbibliothek in Berlin, die als Bestandteil des Kunstgewerbemuseums im Martin-Gropius-Bau untergebracht war. 1905 wurde er wissenschaftlicher Hilfsarbeiter am Kunstgewerbemuseum unter dem Direktor Julius Lessing, am 1. April 1908 dort Direktorialassistent unter dem Direktor Otto von Falke, am 1. Juli 1918 wurde er mit dem Titel Professor zum Kustos ernannt.

### Im wilhelminischen Berlin
Im spätwilhelminischen Berlin gehörte Schmitz zum liberal und national eingestellten sozialreformerischen Lager. Er gehörte zum Umfeld von Walter Rathenau, Carl Sonnenschein, Paul Mebes und Paul Emmerich. Deren Forderung nach einem Wohnungsbau mit Verzicht auf Hinterhöfe unterstützte er publizistisch. Schmitz verfasste eine Reihe kunsthistorischer Darstellungen. Seine Veröffentlichung Berliner Baumeister vom Ausgang des achtzehnten Jahrhunderts von 1914, die er Rathenau widmete, wurde zum Standardwerk. Durch Vorträge und Museumsführungen unterstützte Schmitz die Bildungsarbeit insbesondere katholischer Arbeitervereine.

### Kustos des Berliner Schlosses
Schmitz stand 1918 der Novemberrevolution distanziert gegenüber und lehnte die vom Arbeitsrat für Kunst vertretenen Ideen größtenteils ab, darunter die nach staatlicher Förderung der Modernen Kunst. Dennoch wurde er 1919 zum Kustos des neu eingerichteten Schlossmuseums im Berliner Schloss berufen. Im Jahr 1921 wurde das Schloss zum Standort des Kunstgewerbemuseums. Mit der Kunstpolitik im sozialdemokratisch regierten Freistaat Preußen setzte sich Schmitz publizistisch auseinander. Er befürchtete einen Verlust an kultureller Substanz beim Übergang der Schlösser und Kunstsammlungen des Hohenzollernhauses in den Besitz des Freistaats Preußen durch unsachgemäße Nutzung. Um auf den Wert des kulturellen Erbes aufmerksam zu machen, veröffentlichte er 1926 mit Preußische Königsschlösser den ersten kunst- und kulturgeschichtlich fundierten Überblick zu den nun staatlichen Schlössern besonders in Berlin und Potsdam. Goerd Peschken nennt das Werk wegen seiner Allgemeinverständlichkeit bei „höchster Fachbeherrschung ... mit einem Wort: meisterlich“. Darüber hinaus lehnte Schmitz die Berücksichtigung von modischen Architektur-Strömungen wie Art déco und dem neogotischen Expressionismus durch die öffentliche Hand als deplatziert ab. Mehrmals trat er dem Ministerium für Wissenschaft, Kunst und Volksbildung wegen dessen Umsetzung von fiskalisch bedingten Plänen oder neuester kunsthistorischer Theorien im Umgang mit dem Kunstbesitz öffentlich entgegen. Auch gegen den vom Berliner Magistrat geplanten Abriss des Palais Creutz zugunsten einer Verkehrsachse im Berliner Stadtkern protestierte er.
Seine Auseinandersetzungen mit Politikern und Bürokraten hatte für Schmitz 1927 die Folge, bei der Neubesetzung der Direktorenstelle am Kunstgewerbemuseums übergangen zu werden, er galt als Querulant. Unter den Kritikern dieser staatlichen Abstrafung eines Unbequemen war auch Wilhelm von Bode. Schmitz legte zum 31. Januar 1928 aus Protest sein Amt als Kustos nieder, ging unter Verzicht auf seine Pension in den Ruhestand und schrieb als Generalabrechnung mit seinen Vorgesetzten ein Pamphlet unter dem Titel Revolution der Gesinnung! Preussische Kulturpolitik und Volksgemeinschaft seit dem 9. November 1918, die er 1931 im Selbstverlag veröffentlichte. Nach seinem Ausscheiden aus dem Museumsdienst war er von Februar 1928 bis Oktober 1930 in der Antiquitätenabteilung der Firma Margraf & Co. in Berlin tätig.

### Direktor der Staatlichen Kunstbibliothek Berlin
Nach Hitlers Machtergreifung, mit der er sympathisierte, wurde er am 1. Juli 1933 zum kommissarischen Direktor der Staatlichen Kunstbibliothek als Nachfolger des von den Nationalsozialisten entlassenen Curt Glaser berufen; im Sommer 1934 wurde er endgültig Direktor. Die Kunstbibliothek hatte inzwischen ein eigenes Gebäude in der Prinz-Albrecht-Straße bekommen und war 1924 aus dem Kunstgewerbemuseum herausgelöst worden. Aber bereits Anfang Juli 1934 musste die Bibliothek ihr Haus verlassen, um dem expandierenden Reichssicherheitshauptamt Platz zu machen. Ihr Bestand wurde in den Gropiusbau transportiert, wo er im Lichthof und seinen Umgängen Aufstellung fand.  Die Bibliothek wurde im Januar 1936 wiedereröffnet. Schmitz engagierte sich als Direktor im Sinne der Nationalsozialisten, trat aber der NSDAP nicht bei. Er geriet in Konflikte mit den Parteimitgliedern unter der Belegschaft, weil er einen der ihren wegen einer Gewalttat gegen einen jüdischen Besucher fristlos entlassen hatte. Am 15. Juli 1941 wurde Schmitz aufgrund seiner „immer stärkeren Radikalisierung bei der Judenfrage“ und aus gesundheitlichen Gründen, wohl einer psychischen Erkrankung, vom Dienst suspendiert und am 1. Januar 1942 in den Ruhestand versetzt.
Gegen Ende des Zweiten Weltkriegs wegen der Luftangriffe auf Berlin nach Dresden evakuiert, erlebte er dort den Luftangriff vom 13. Februar 1945. In Dresden ist Schmitz Anfang des Jahres 1946 in Hunger und Elend gestorben.

## Schriften (Auswahl)
- Die mittelalterliche Malerei in Soest. Beitrag zur Geschichte des Naturgefühls in der deutschen Kunst. Dissertation Münster 1905 (mit Lebenslauf).
  - Druckfassung Die mittelalterliche Malerei in Soest. Zur Geschichte des Naturgefühls in der deutschen Kunst (= Beiträge zur westfälischen Kunstgeschichte 3). Coppenrath, Münster 1906 (Digitalisat).
- Die Glasgemälde des Königlichen Kunstgewerbemuseums in Berlin. Mit einer Einführung in die Geschichte der deutschen Glasmalerei. Bard, Berlin 1913 (Digitalisat).
- Berliner Baumeister vom Ausgang des achtzehnten Jahrhunderts. Verlag für Kunstwissenschaften, Berlin 1914 (Digitalisat). 2. Auflage Berlin 1925.
Unveränd. Nachdruck der 2. Auflage Gebr. Mann, Berlin 1980, ISBN 978-3-7861-1272-3,
- Berliner Eisenkunstguß. Festschrift zum fünfzigjährigen Bestehen des Königlichen Kunstgewerbemuseums 1867 bis 1917. Bruckmann, o. O., o. J. [München 1917].
- Bild-Teppiche. Geschichte der Gobelinwirkerei. Verlag für Kunstwissenschaft, Berlin 1919.
- Vor hundert Jahren. Festräume und Wohnzimmer des deutschen Klassizismus und Biedermeier. Verlag für Kunstwissenschaft, Berlin 1920.
- Kunst und Kultur des 18. Jahrhunderts in Deutschland. Bruckmann, München
- Die Kunst des frühen und hohen Mittelalters in Deutschland. Bruckmann, München 1924.
- Soest und Münster (= Berühmte Kunststätten Band 45). Seemann, Leipzig 1925.
- Preußische Königsschlösser. Drei Masken, München 1926.
Neuausgabe mit einem Nachwort von Goerd Peschken, Gebr. Mann, Berlin 1999, ISBN 3-7861-1849-3.
- Das Möbelwerk. Die Möbelformen vom Altertum bis zur Mitte des 19. Jahrhunderts. E. Wasmuth, Berlin [1926].
Nachdruck Wasmuth, Tübingen 1982, ISBN 978-3-8030-5022-9.
- Das Gefährdete Palais von Kreutz, Museum Für Volkskunde in der Klosterstrasse. In: Berliner Museen, 48. Jahrgang, Heft 4. (1927), S. 92–96
- Revolution der Gesinnung! Preussische Kulturpolitik und Volksgemeinschaft seit dem 9. November 1918. Selbstverlag, Neubabelsberg 1931.
- Katalog der Ornamentstichsammlung der Staatlichen Kunstbibliothek zu Berlin. Verlag für Kunstwissenschaft, Berlin 1939.
Nachdruck B. Franklin, New York 1958; HES Publishers, Utrecht 1986.
- Schloss Lissa bei Breslau und seine Umgestaltung durch Baron Ludolf von Veltheim-Lottum, 1941.